# Oleg Țulea
Oleg Țulea (n. 31 martie 1980, Căușeni, RSS Moldovenească, URSS) este un om politic din Republica Moldova, fostul ministru al afacerilor externe și integrării europene al Republicii Moldova. Anterior, a deținut de două ori funcția de deputat în Parlamentul Republicii Moldova: în 2005-2009 și 2011-2014. A fost viceministru al tineretului și sportului în perioada 2009-2011.

## Biografie
Oleg Țulea s-a născut la data de 31 martie 1980 în orașul Căușeni. După absolvirea în anul 1997 a Liceului teoretic “A. Mateevici” din Căușeni, a absolvit Facultatea de Relații Internaționale, Științe Politice și Administrative din cadrul Universității de Stat din Moldova (2002), precum și un masterat în științe politice la acceași facultate (2003) și apoi un masterat în management politic la Academia Postuniversitară “Ovidiu Șincai” din București (2005).
A fost secretar internațional al Consiliului Național al Tineretului din Moldova, participând în această calitate la mai multe schimburi de experiență în străinătate, precum și la coordonarea mai multor proiecte de implicare a tinerilor în deciziile politice.
A aderat la Partidul Democrat din Moldova, fiind ales ca președinte al organizației de tineret al PDM ("Tineretul Democrat"). La alegerile parlamentare din martie 2005, a fost ales în funcția de deputat în Parlamentul Republicii Moldova, pe listele partidului Blocul electoral Moldova Democrată.
Din data de 1 septembrie 2005 este membru supleant al delegației Republicii Moldova la Adunarea Parlamentară a Consiliului Europei.
Din 25 septembrie 2009 până la 15 iunie 2011 a fost Viceministru al Tineretului și Sportului.
La 20 mai 2011 a renunțat la funcția de viceministru pentru a deveni deputat, ca supleant, înlocuindu-l pe colegul de partid Anatolie Ghilaș, care a fost numit în funcția de director general al Agenției Relații Funciare și Cadastru.
Vorbește foarte bine limbile rusă, engleză și la nivel mediu limba franceză. 